# Bir Lehlu
Bir Lehlu (Bir Lehlou) è una piccola località situata nel nord-est del Sahara Occidentale, a est del sistema del cosiddetto Muro Marocchino, all'interno dei territori controllati dal Fronte Polisario.
Bir Lehlu è la capitale ad interim della Repubblica Democratica Araba dei Sahrawi, mentre la capitale storica (e ufficiale secondo la costituzione di tale repubblica) del Sahara Occidentale, El Aaiún, si trova sotto il controllo del Marocco. È capoluogo del daira omonimo nella wilaya di Smara.
È anche il luogo da dove El Ouali Mustafa Sayed proclamò l'esistenza della Repubblica Democratica Araba dei Sahrawi con una trasmissione radiofonica il 27 febbraio del 1976, a seguito della decisione presa dal Consiglio Provvisorio Nazionale Sahrawi. Alcune fonti indicano in Bir-Lehlu come il luogo di nascita di El Ouali, anche se non ci sono indicazioni certe in questo senso.
Il nome Bir Lehlu è una trascrizione dalla forma dialettale araba hassaniya, e significa la bella fonte o sorgente. La trascrizione araba standard dovrebbe essere "bi'r al-hilwa" (بئر الحلوة).

## Amministrazione

### Gemellaggi
- Prato
- Monteroni d'Arbia
- Montemurlo
- Campi Bisenzio
- San Piero a Sieve
- Capraia e Limite
- Montevarchi